# Aibell
Nella mitologia e nelle leggende irlandesi, Aibell (anche Aibhill, Aoibheall o Áebinn) era una banshee, regina del sidhe del Munster settentrionale e spirito guida del clan dei Dál gCais e successivamente degli O'Brien. La sua dimora era Craig Liath, la roccia grigia, una collina che dominava il fiume Shannon a circa due miglia a nord di Killaloe. Aibell aveva anche un amante (Dubhlainn Ua Artigan) e un'arpa magica (di cui si diceva che "chiunque abbia sentito la sua musica non ha vissuto per molto tempo dopo").
Stando alla leggenda, nel 1014 il re Brian Boru dei Dál gCais prese parte alla battaglia di Clontarf pur sapendo di andare incontro a morte certa, dal momento che la notte precedente Aibell gli era apparsa in sogno mentre lavava i panni dei soldati, finché l'acqua non si tingeva completamente del colore vermiglio del sangue.
Aibell, in quanto protettrice del Munster settentrionale, era rivale di Clíodhna, protettrice del Munster meridionale. In un racconto, Clíodhna lanciò un incantesimo che trasformò Aibell in un gatto bianco.